# Грэм, Джон, 4-й граф Монтроз
Джон Грэм, 4-й граф Монтроз (1573 — 14 ноября 1626) — шотландский дворянин и пэр, лорд-президент Тайного совета Шотландии (март-ноябрь 1606 года).

## Биография
Родился в 1573 году. Старший сын Джона Грэма, 3-го графа Монтроза (1548—1608), и Джин Драммонд (? — март 1597/1598), дочери Дэвида Драммонда, лорда Драммонда (1515/1517 — 1571), и Лилиас Рутвен.
Он был католиком, как отметил английский посол Уильям Эшби в ноябре 1589 года после смерти своего дяди Мунго Грэма, мастера дома короля Якова VI Стюарта.
В январе 1595 года, в отместку за смерть своего родственника Джона Грэма из замка Холлиярдс, он сражался с Джеймсом Сэндилэндсом на Королевской миле. Шурин Сэндилэндов Уильям Крауфорд, брат лэрда Карса, был убит.
В 1604 году Джон Грэм стал членом Тайного совета Шотландии. Занимал должность мирового судьи в Стерлингшире в 1610 году. В 1625 году он был назначен комиссаром казначейства Шотландии. С марта по ноябрь 1626 года — лорд-президент Тайного совета Шотландии.
В ноябре 1608 года после смерти своего отца Джон Грэм унаследовал титулы 4-го графа Монтроза и 6-го лорда Грэма.
Он был при дворе в Ройстоне в Англии в 1614 году, и придворный врач Теодор де Майерн лечил его от меланхолии.

## Брак и семья
12 декабря 1593 года Джон Грэм женился на Маргарет Рутвен, дочери Уильяма Рутвена, 1-го графа Гоури (1541—1584), и Доротеи Стюарт. У супругов были следующие дети:
- Джеймс Грэм, 5-й граф Монтроз (1612 — 21 мая 1650), впоследствии 1-й маркиз Монтроз.
- Лилиас Грэм, замужем за сэром Джоном Колкахуном из Ласса, 1-м баронетом (? — ок. 1650).
- Элизабет Грэм
- Маргарет Грэм (? — 1626), вышла замуж за Арчибальда Нейпира, 1-го лорда Нейпира из Мерчистона (1576—1645)
- Доротея Грэм (? — 16 мая 1638), вышла замуж за сэра Джеймса Ролло, 2-го лорда Ролло из Данкраба (ок. 1600—1669).
- Кэтрин Грэм
- Беатрикс Грэм, вышла замуж за Дэвида Драммонда, 3-го лорда Мадерти (? — 1684).